# Sonja Roman
Sonja Roman (Eslovenia, 11 de marzo de 1979) es una atleta eslovena especializada en la prueba de 1500 m, en la que consiguió ser subcampeona europea en pista cubierta en 2009.

## Carrera deportiva
En el Campeonato Europeo de Atletismo en Pista Cubierta de 2009 ganó la medalla de plata en los 1500 metros, con un tiempo de 4:11.42 segundos, tras la española Natalia Rodríguez y por delante de la irlandesa Roisin McGettigan.